# Allan Berglund

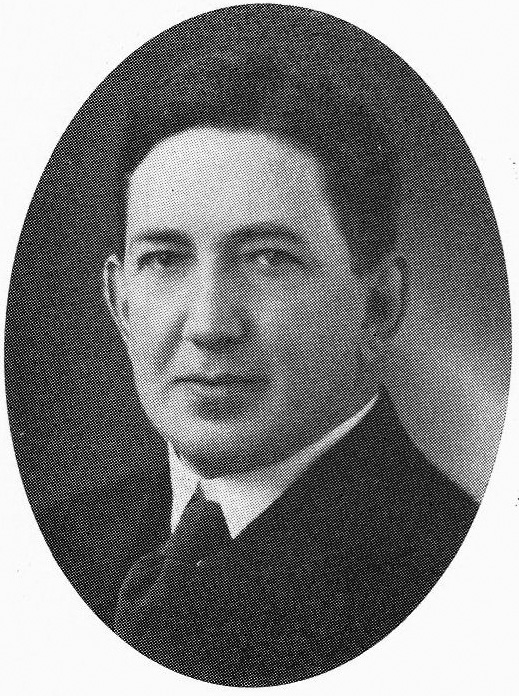
Allan Berglund.

Knut Allan Berglund, född 20 juni 1887 i Göteborg, död 16 februari 1950 i Vänersborg, var en svensk arkitekt.
Berglund studerade vid Chalmers tekniska institut i Göteborg till 1912. Han fortsattes studierna i Stockholm på Kungliga Tekniska Högskolan 1912–1913 och Kungliga Konsthögskolan 1913–1915.
I Stockholm var han anställd hos Sigurd Curman, hos Charles Lindholm och 1914 vid Överintendentsämbetet. Vid återkomsten till Göteborg var han anställd vid Göteborgs byggnadsnämnd 1915–1916. Mellan 1916 och 1925 drev han egen verksamhet i staden. Parallellt med denna var han arkitekt hos Göteborgs kyrkogårdsstyrelse 1920–1927 och byggnadsinspektör för Dals-Ed från 1922, för Mölltorp från 1928 och för Rödesund från 1931. Åren 1923–1926 verkade han som stadsarkitekt i Uddevalla. År 1925 utsågs han till länsarkitekt i Älvsborgs och Skaraborgs län och från 1939 för Älvsborgs län i Vänersborg.
Berglund var vidare medlem av byggnadsnämnden i Skövde från 1925. Han var ledamot av styrelsen och verkställande direktör för Skaraborgs läns bostadskreditförening 1930–1933 och styrelseledamot i Västgöta-Dals bostadskreditförening från 1934. Han var även inspektor för Skövde stads skolor för yrkesundervisning.

## Verk i urval
- Flerbostadskvarter, Karl Johansgatan 116-126, Kungsgården, Göteborg, 1916.
- Bostadshus i Göteborg, Mölndal och Uddevalla.
- Stiftelsen Sannes minne i Uddevalla.
- Särö kyrka, Släps socken, Halland, 1922.
- Ett 50-tal kyrkorestaureringar i västra Sverige.
- Gas- och elverkens förvaltningsbyggnad i Uddevalla.
- Skövde högre allmänna läroverk, 1929
- Ett flerbostadshus vid Vasagatan 13 i Nya staden i Hjo, 1933
- Flundre, Väne och Bjärke häraders tingshus[1]
- Folkskola i Skövde.
- Skolor i bland annat Kungsbacka och Munkedal.
- Nybyggnad för apoteket Korpen i Göteborg.
- Ombyggnad av svenska sjömanskyrkan i Hull, England.
- Om- och tillbyggnad av Residenset i Vänersborg, 1942
- Museer i  bland annat Varberg, Uddevalla och Skara.
- Stads-, byggnads- och kyrkogårdsplaner.

## Bilder

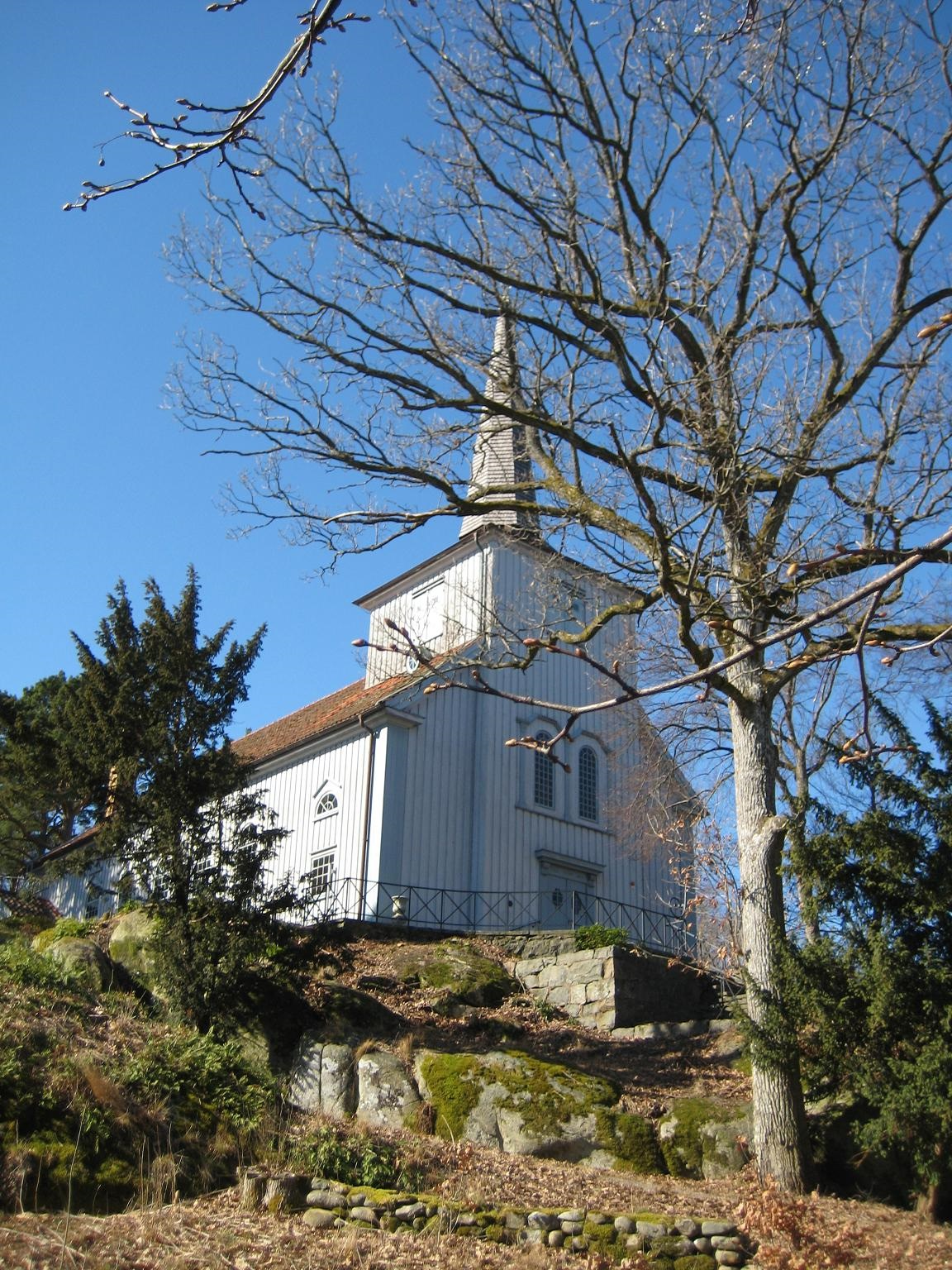
Särö kyrka
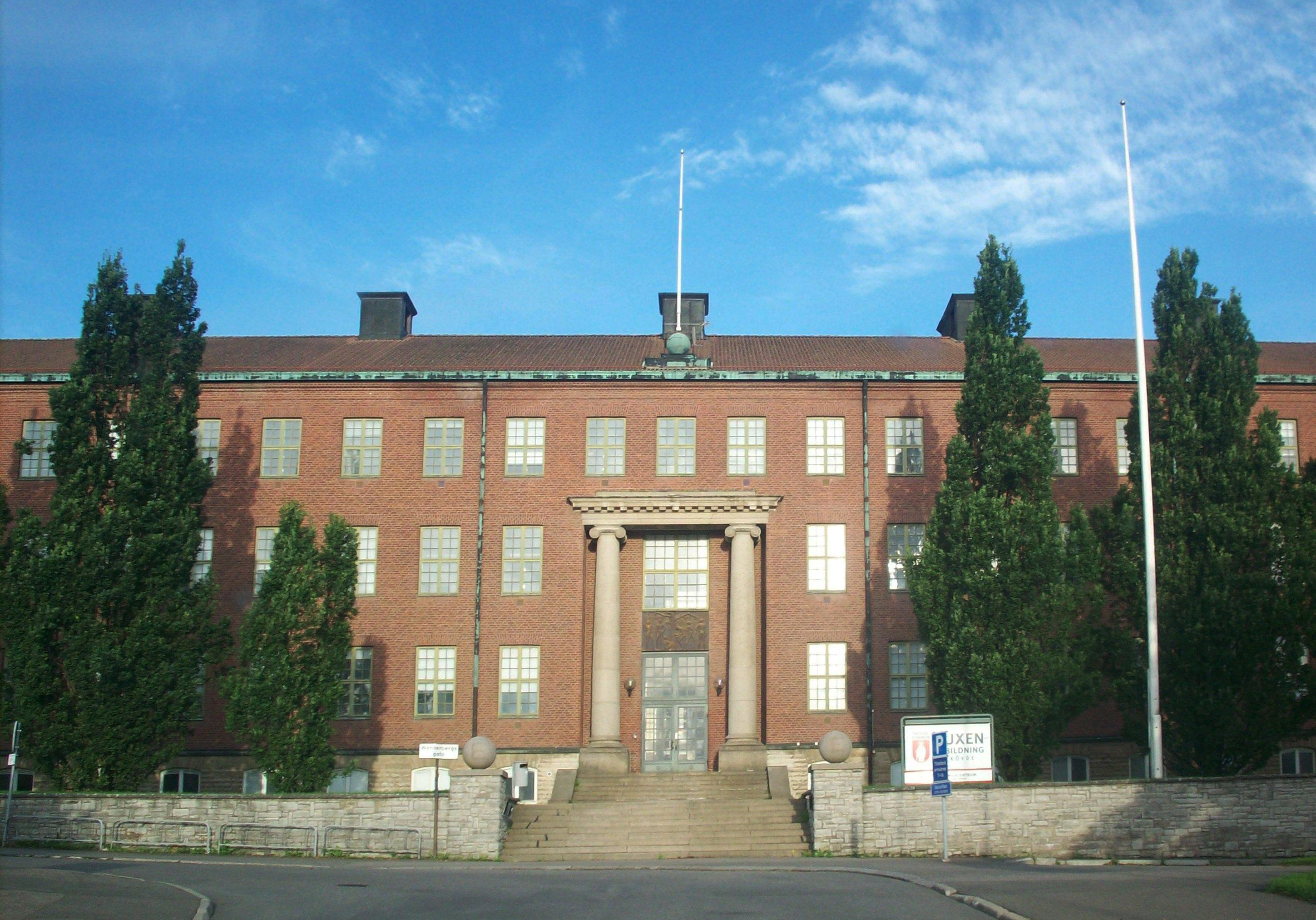
Läroverket i Skövde
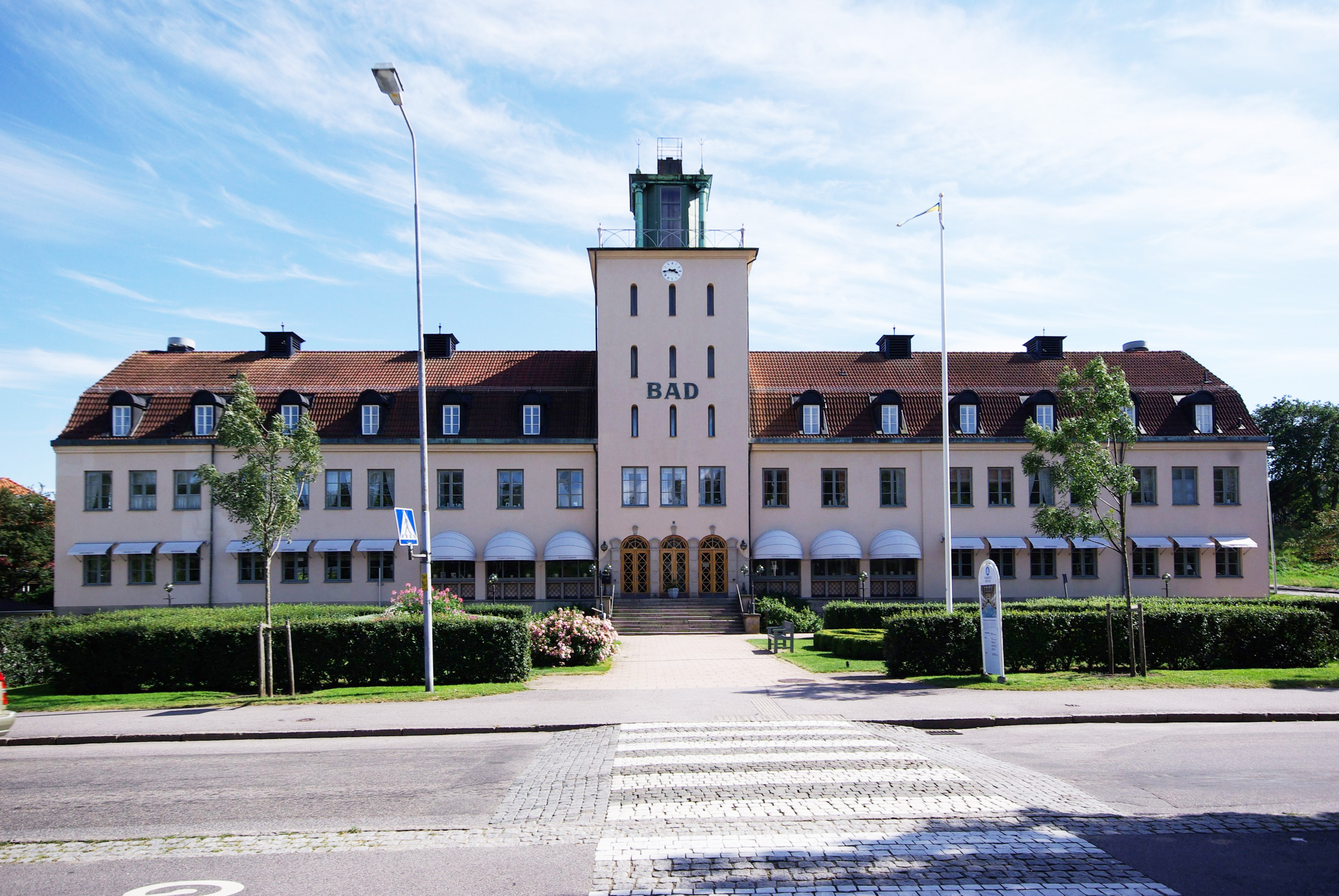
Varmbadhuset i Varberg
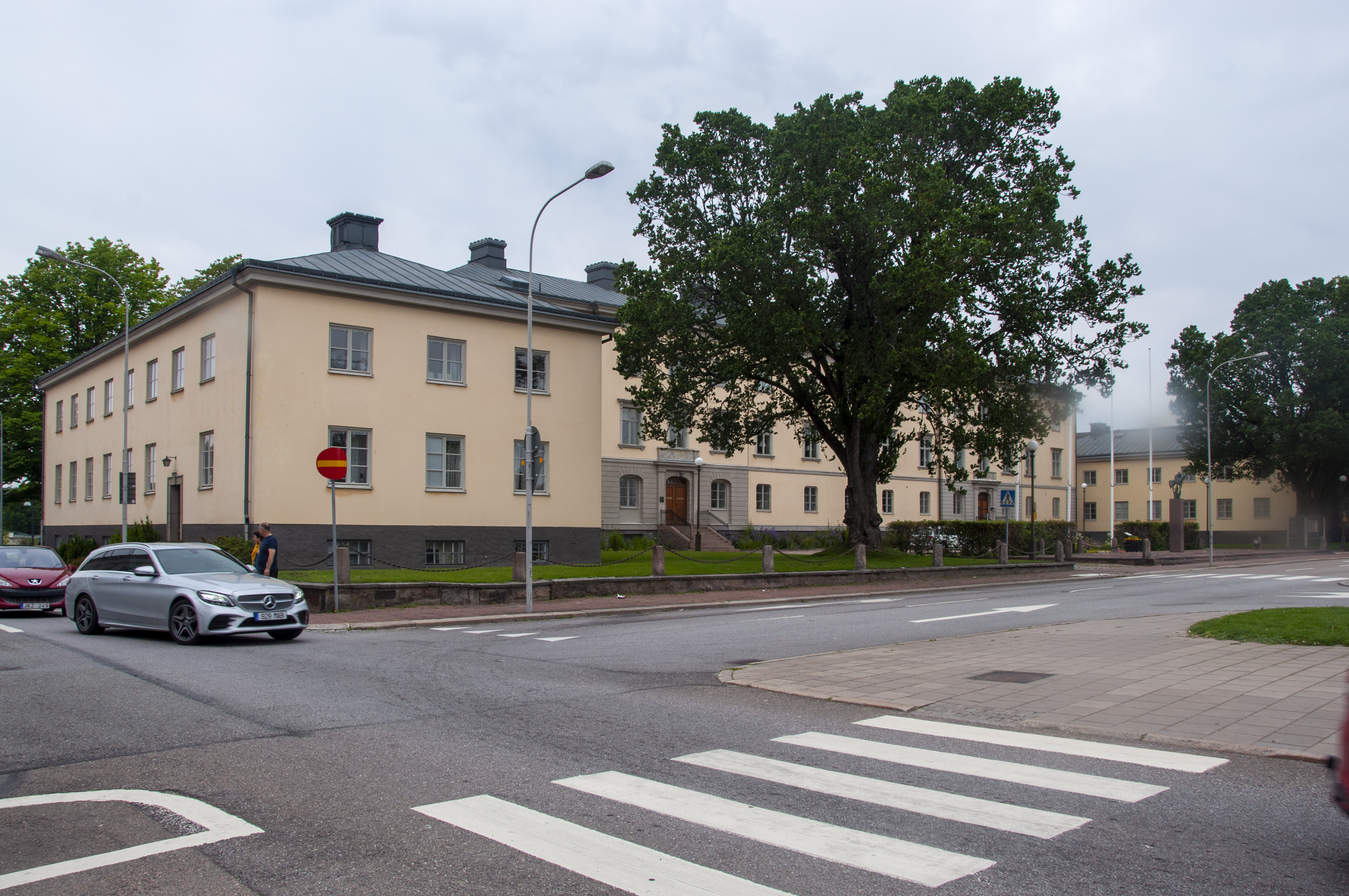
Residenset i Vänersborg, där Berglund ritade flyglarna
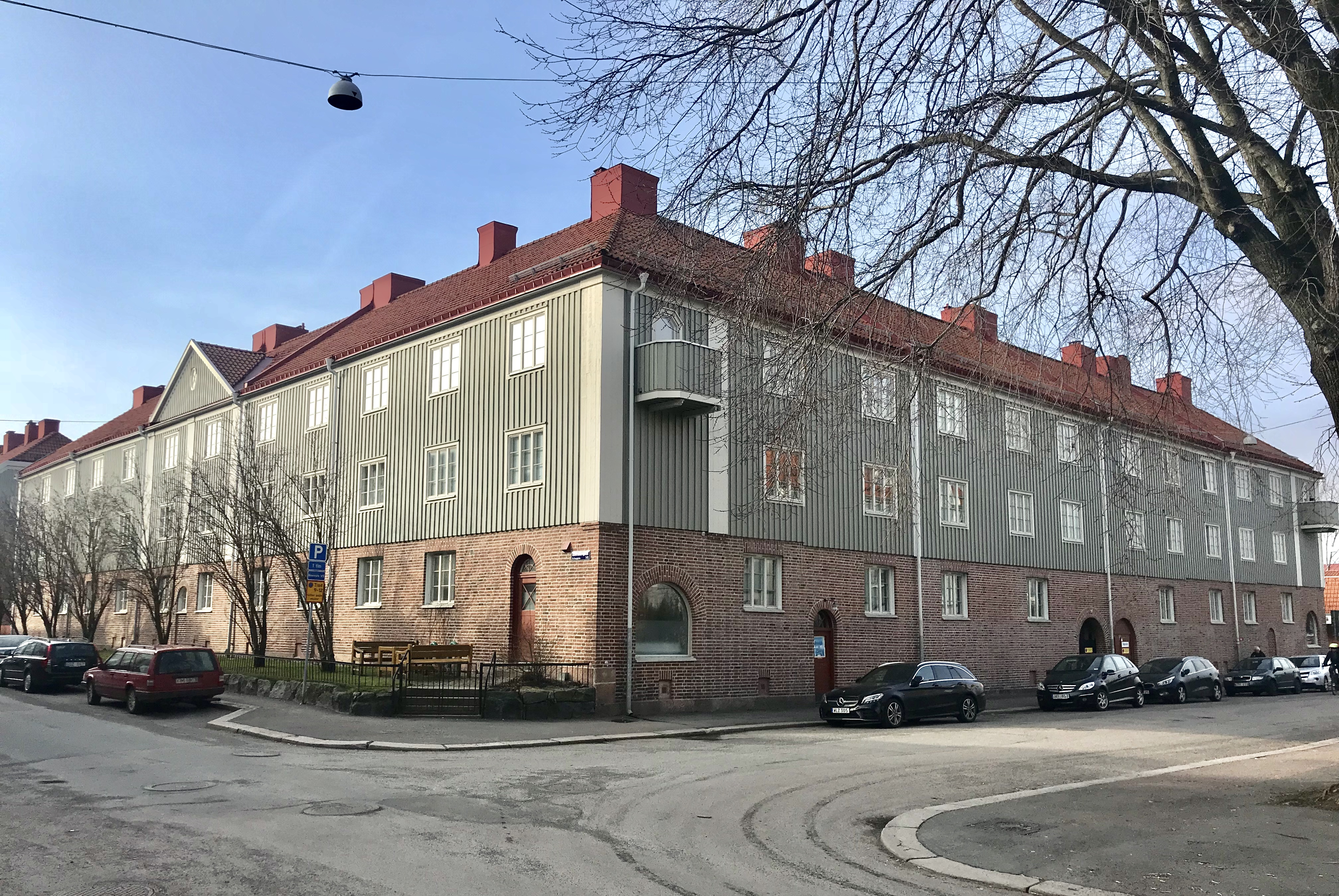
Kustroddaregatan 3, Göteborg